# Старопареевский сельский округ
Старопареевский сельский округ — упразднённая административно-территориальная единица, существовавшая на территории Щёлковского района Московской области в 1994—2006 годах.
Старопареевский сельсовет был образован в 1929 году в составе Щёлковского района Московского округа Московской области путём объединения Гаврилковского и Пареевского с/с бывшей Аксёновской волости Богородского уезда Московской губернии.
14 июня 1954 года к Старопареевский с/с был упразднён, а его территория включена в Головинский с/с.
31 июля 1959 года Старопареевский с/с был восстановлен в составе Балашихинского района. В его состав вошли Булаковский с/с, а также селения Большие Петрищи, Машино, Новопареево и Старопареево, переданные из Головинского с/с.
28 июля 1960 года Старопареевский с/с был передан в восстановленный Щёлковский район.
1 февраля 1963 года Щёлковский район был упразднён и Старопареевский с/с вошёл в Мытищинский сельский район. 11 января 1965 года Старопареевский с/с был возвращён в восстановленный Щёлковский район.
23 июня 1988 года в Старопареевском с/с была упразднена деревня Медведки.
3 февраля 1994 года Старопареевский с/с был преобразован в Старопареевский сельский округ.
В ходе муниципальной реформы 2004—2005 годов Старопареевский сельский округ прекратил своё существование как муниципальная единица. При этом все его населённые пункты были переданы в городское поселение Фряново.
29 ноября 2006 года Старопареевский сельский округ исключён из учётных данных административно-территориальных и территориальных единиц Московской области.